# Línea 551 (Mar del Plata)
La línea 551 es una línea de colectivos del Partido de General Pueyrredón perteneciente desde su entrada en circulación a la empresa Transporte 25 de Mayo S.R.L. La cual está identificada con el color rojo.

## Recorrido
Hacienco Click Aquí podrán consultarse los recorridos de la Línea 551.

### Ida
Mariluz 2 - Av. Dorrego - Av. De Los Pescadores - 12 de Octubre - Av. Edison - Av. Vertiz - Marcelo T. Alvear - Calabria - Luis Agote - Genova - Talcahuano - Córdoba - Belgrano - Av. Patricio Peralta Ramos - Diagonal Alberdi Norte - 25 de Mayo - Av. Independencia - Rivadavia - Deán Funes - Padre Cardiel - Patagones - Av. Constitución.

### Vuelta
Av. Constitución - Derqui - Juan Angel Peña - Ricardo Gutierrez - Tomás Guido - Av. Pedro Luro - Av. Patricio Peralta Ramos - Buenos Aires - Bolivar - San Luis - Dellepiane - Genova - Luis Agote - Calabria - Av. Fortunato de La Plaza - Juramento - Av. Vertiz - Av. Edison - Magallanes - Av. de Los Pescadores - Marlin.